# Johann Oberndorfer
Johann Oberndorfer (5. května 1837 Wolfsbach – 19. března 1910 Weistrach) byl rakouský politik, v závěru 19. a počátkem 20. století poslanec Říšské rady.

## Biografie
Pocházel z malorolnické rodiny. Pracoval nejdřív jako koňský posel a čeledín. Roku 1860 převzal malé zemědělské hospodářství po rodičích v rodném Wolfsbachu, kde byl roku 1864 zvolen do obecního výboru. V letech 1867–1885 byl starostou obce Sankt Peter in der Au. Roku 1885 se přestěhoval do Weistrachu, kde mu patřil statek. V období let 1885–1905 byl starostou Weistrachu. Působil jako předseda místní školní rady, později i jako místopředseda okresní školní rady v Amstettenu. V letech 1878–1908 byl poslancem Dolnorakouského zemského sněmu, na kterém byl členem školského výboru a opakovaně se vyjadřoval ke školským otázkám. V roce 1896 se stal předsedou zemské zemědělské rady.
V 70. letech 19. století se zapojil i do celostátní politiky. Ve volbách do Říšské rady roku 1879 získal mandát za kurii venkovských obcí, obvod Amstetten, Ybbs, Scheibbs atd. Za týž obvod mandát obhájil i ve volbách do Říšské rady roku 1885, volbách do Říšské rady roku 1891, volbách do Říšské rady roku 1897 a volbách do Říšské rady roku 1901.Profesně byl k roku 1897 uváděn jako statkář ve Weistrachu.
V Říšské radě se profiloval jako řečník u témat souvisejících s venkovem a zemědělstvím. Zastupoval konzervativní a federalistický Hohenwartův klub. V listopadu 1881 přešel do nově utvořeného Liechtensteinova klubu (oficiálně Klub středu), který byl více katolicky, sociálně reformně a centristicky orientovaný. V únoru 1896 se na Říšské radě uvádí mezi členy nové poslanecké frakce Katolické lidové strany. Nakonec zastupoval Křesťansko sociální stranu. Byl přítelem jejího předsedy Karla Luegera. V roce 1906 se podílel na ustavení Dolnorakouského rolnického svazu.